# Zu Unserer Lieben Frau (Pfeffenhausen)

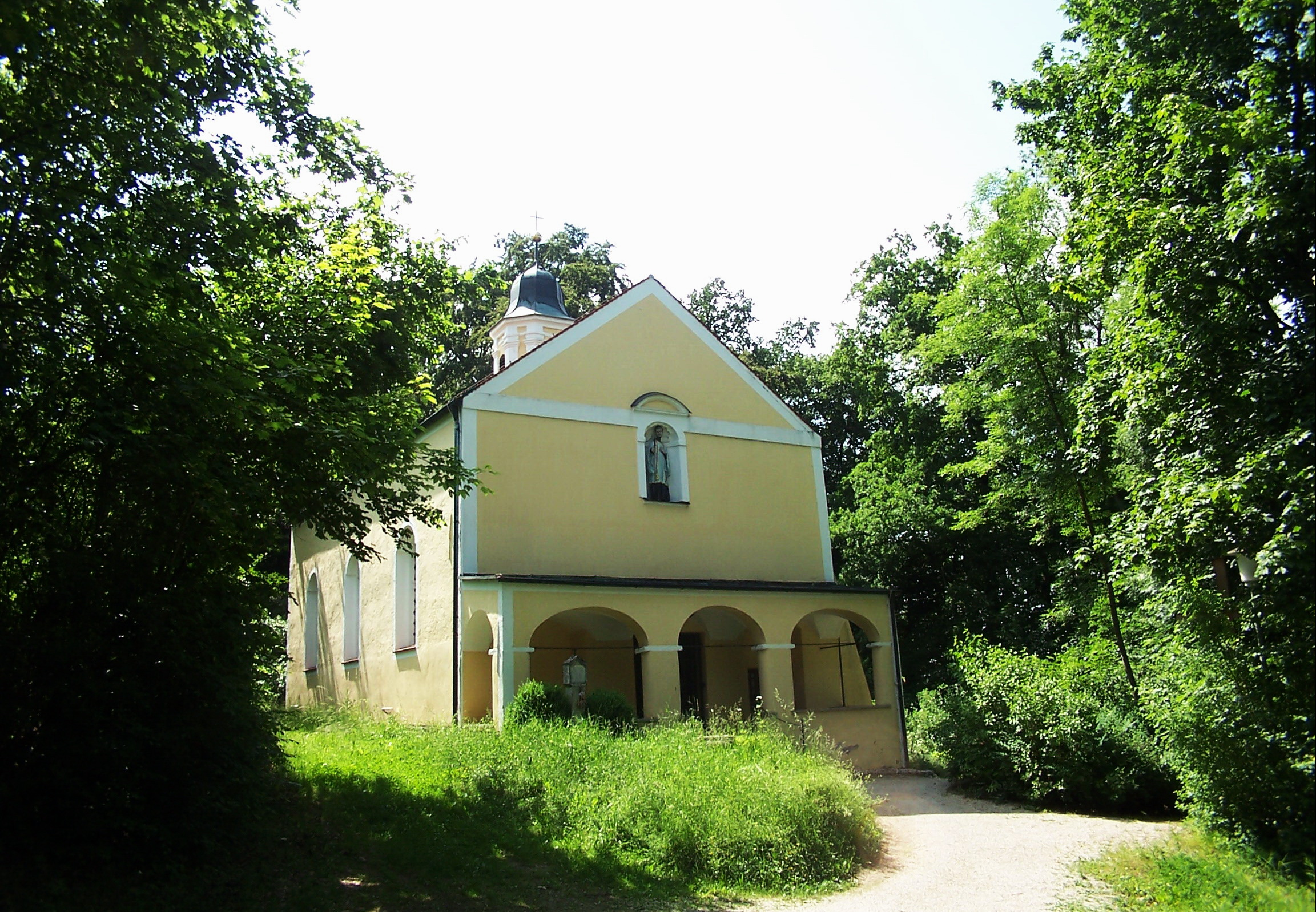
Außenansicht der Klausenkirche

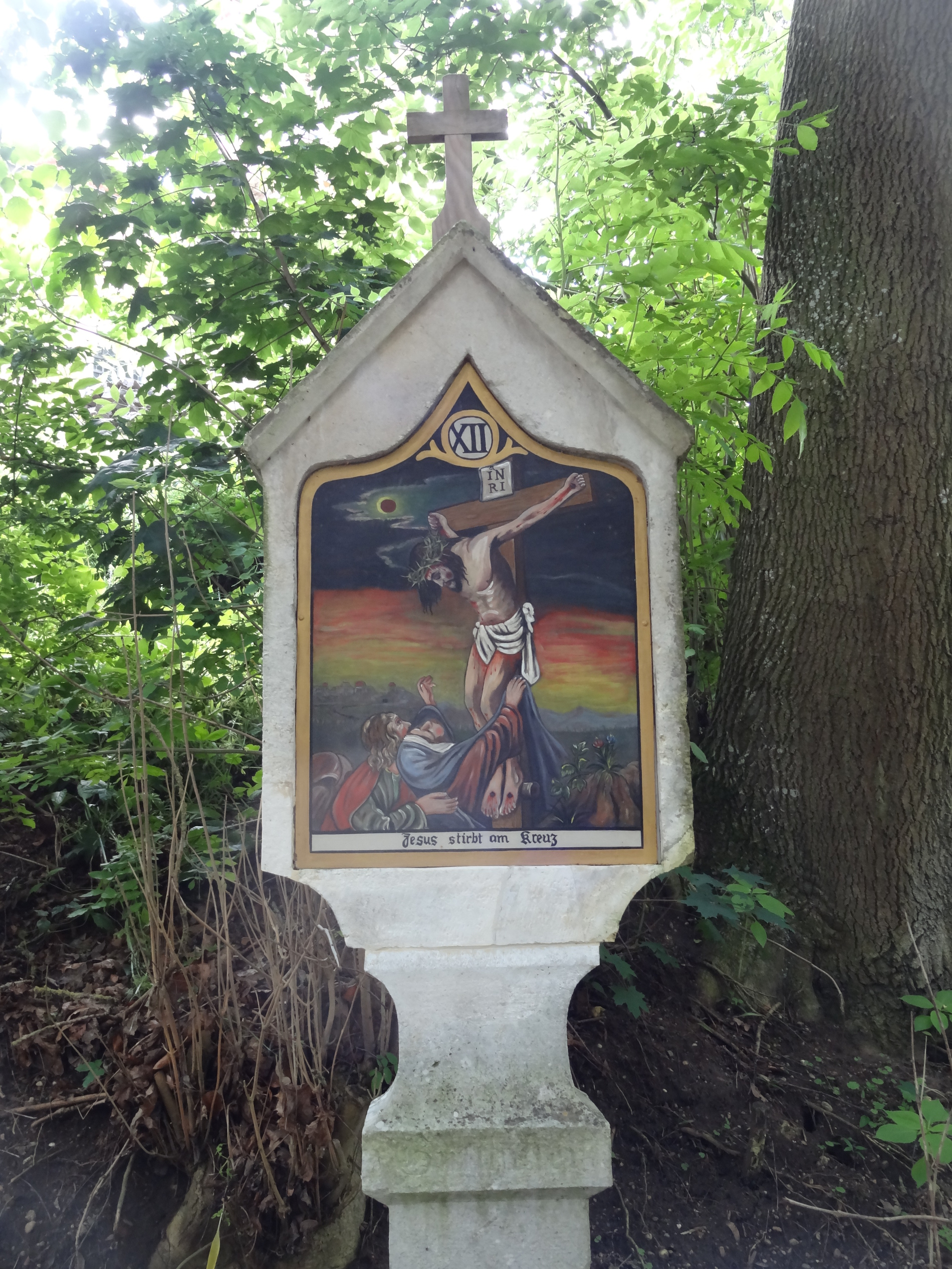
Station auf dem Kreuzweg zur Klausenkirche, errichtet 1859

Die römisch-katholische Filialkirche Zu Unserer Lieben Frau ist eine ehemalige Wallfahrtskirche in dem Markt Pfeffenhausen im niederbayerischen Landkreis Landshut. Aufgrund der engen Verbindung zu einer alten Einsiedelei wird das von 1734 bis 1737 im Stile des frühen Rokoko erbaute Gotteshaus auch als Klausenkirche bezeichnet. Es befindet sich zusammen mit der Klause (auch als Mesnerhaus bekannt) sowie einem Kreuzweg mit 14 Stationen und Kruzifix als Abschluss an der bewaldeten Südflanke des Klausenberges, rund einen Kilometer südlich des Ortszentrums. Das Patrozinium wird am 21. November begangen, dem Gedenktag Unserer Lieben Frau in Jerusalem. Die Filialkirche gehört zur Pfarrei St. Martin in Pfeffenhausen.

## Geschichte
Nach dem Dreißigjährigen Krieg entstand eine Einsiedelei in einer Kruft am Klausenberg, rund einen Kilometer südlich des Marktes Pfeffenhausen. Seit 1710 bzw. 1711 ist die Klause urkundlich belegt. Der damals auf dem Berg wohnende Eremit hatte eine Vision, in der Maria über der Quelle am Fuß des Berges schwebte. Der Quelle wurden daraufhin heilende Kräfte nachgesagt. Etwa zur gleichen Zeit ist dank einer hölzernen Marienfigur aus der Schlosskapelle Train im heutigen Landkreis Kelheim ein dreijähriges Mädchen nahe der heutigen Wallfahrtskirche wieder aufgefunden worden, welches mehrere Tage verschwunden war. Aus Dankbarkeit stifteten die Eltern dem Eremiten die Figur, eine gotische Holzskulptur Mariens mit dem Jesuskind. Dies markierte den Beginn einer regen Wallfahrt. So wurde im Jahr 1713 am Fuß des Klausenberges eine hölzerne Kapelle errichtet. In den Jahren 1734 bis 1737 wurde diese durch den heutigen gemauerten Bau des 1741 verstorbenen Pfeffenhausener Maurermeister Hans Widtmann ersetzt. Dieser hatte unter anderem die Wallfahrtskirche Mariä Heimsuchung in Heiligenbrunn errichtet. Die gestiftete Marienfigur, die heute nicht mehr erhalten ist, wurde dem Zeitgeschmack entsprechend barock umgekleidet und am Hochaltar angebracht. Die Kirchweihe erfolgte – verzögert durch den Österreichischen Erbfolgekrieg und den Pfeffenhausener Marktbrand von 1779 – erst am 11. Oktober 1791.
Im Zuge der Säkularisation wurde die Wallfahrt im Jahr 1804 verboten und die Klause verwaiste. 1822 zog dort jedoch wieder die später als „Waldschwester“ bekannte Anna Maria Kreitner ein, die drei Jahre später acht Reliquien aus Rom mitbrachte. Diese durfte sie nach langen Verhandlungen mit dem Regensburger Bischof in den beiden Pfeffenhausener Kirchen aufstellen lassen. So befinden sich noch heute die Reliquien von vier Märtyrern in der Klausenkirche. Im Jahr 1859 wurde der heute noch bestehende Kreuzweg, der von der Klausenkirche aus den Klausenberg hinauf führt, errichtet. Etwa zur gleichen Zeit verlegte man auch den örtlichen Friedhof in die Nachbarschaft der Klausenkirche, da der ursprüngliche Platz auf dem Kirchhof rund um die Pfarrkirche zu knapp geworden war. Zum 200-jährigen Wallfahrtsjubiläum im Jahr 1910 wurde die Klausenkirche renoviert, und es Änderungen an der Ausstattung vorgenommen. Viele Ausstattungsstücke, zum Beispiel die Aufbauten der Altäre, sind aber noch Originale aus dem 18. Jahrhundert. Andere Stücke wurden nachgefertigt und im 20. Jahrhundert bzw. zum 300-jährigen Wallfahrtsjubiläum im Jahr 2010, dem die bisher letzte Renovierungsmaßnahme vorausging, wieder ergänzt. Seit diesem Jubiläum wird auch versucht, die Wallfahrt wiederzubeleben, indem zum Beispiel von Mai bis Oktober jeweils am 13. des Monats ein Fátima-Wallfahrtstag veranstaltet wird.

## Architektur
Wie für das ländliche Rokoko durchaus üblich, besteht auch bei der Klausenkirche ein deutlicher Kontrast zwischen dem schlichten Außenbau und der üppigen Prachtentfaltung im Inneren. Ungewöhnlich ist hingegen die Ausrichtung der Kirche nach Westen.

### Außenbau
Auf der Ostseite, also der rückwärtigen Seite des Kirchenbaus, befindet sich eine dreiachsige Vorhalle mit Arkaden, deren toskanische Säulen ein Kreuzgewölbe tragen. Auf dem Giebel oberhalb der Arkaden steht in einer Ädikula eine Figur des Jesuitenheiligen Franz Xaver, die vom Münchener Jesuitenkloster St. Michael gestiftet wurde. Der Jesuitenorden hatte nämlich ab 1595 die Grundherrschaft in Pfeffenhausen inne.
Der eigentliche Kirchenraum, ausgebildet als Saalkirche, umfasst ein Langhaus mit drei Jochen und einen eingezogenen Chor mit zwei Jochen und dreiseitigem Schluss. Am Chorscheitel ist die Sakristei angebaut, an der Nordseite des Chores der Chorflankenturm. Dieser setzt sich aus einem quadratischen, bis auf Lichtschlitze ungegliederten Unterbau, einem oktogonalen, an den Kanten abgeschrägten Aufsatz mit verkröpften Pilastern und einer glockenförmiger Haube zusammen. Das Äußere wird von weiße Lisenen und rundbogigen Fensteröffnungen gegliedert.

### Innenraum
Langhaus und Chor werden von einem Tonnengewölbe mit Stichkappen überspannt. Der Chorbogen ist rund. Die Wände sind durch Pilaster gegliedert. Die Fenster liegen in Rundbogennischen, die sich bis zum Boden hinunter reichen. Die Sakristei ist mit einem Kreuzgewölbe ausgestattet. Der streng geometrische Rahmenstuck an Gewölbeschale und Emporenbrüstung, am Chor von Laubwerk eingefasst, sowie die Wandgliederung aus Pilastern und flachen Rundbogennischen war zum Zeitpunkt der Erbauung bereits veraltet, lässt sich aber an mehreren Kirchenbauten Hans Widtmanns nachweisen, so zum Beispiel in der nahen Wallfahrtskirche Heiligenbrunn (1714). Die Stuckfelder an der Gewölbeschale waren wohl ursprünglich für eine Ausmalung vorgesehen, vermutlich mit Bildern aus der Lauretanischen Litanei, was jedoch nie umgesetzt wurde.

## Ausstattung

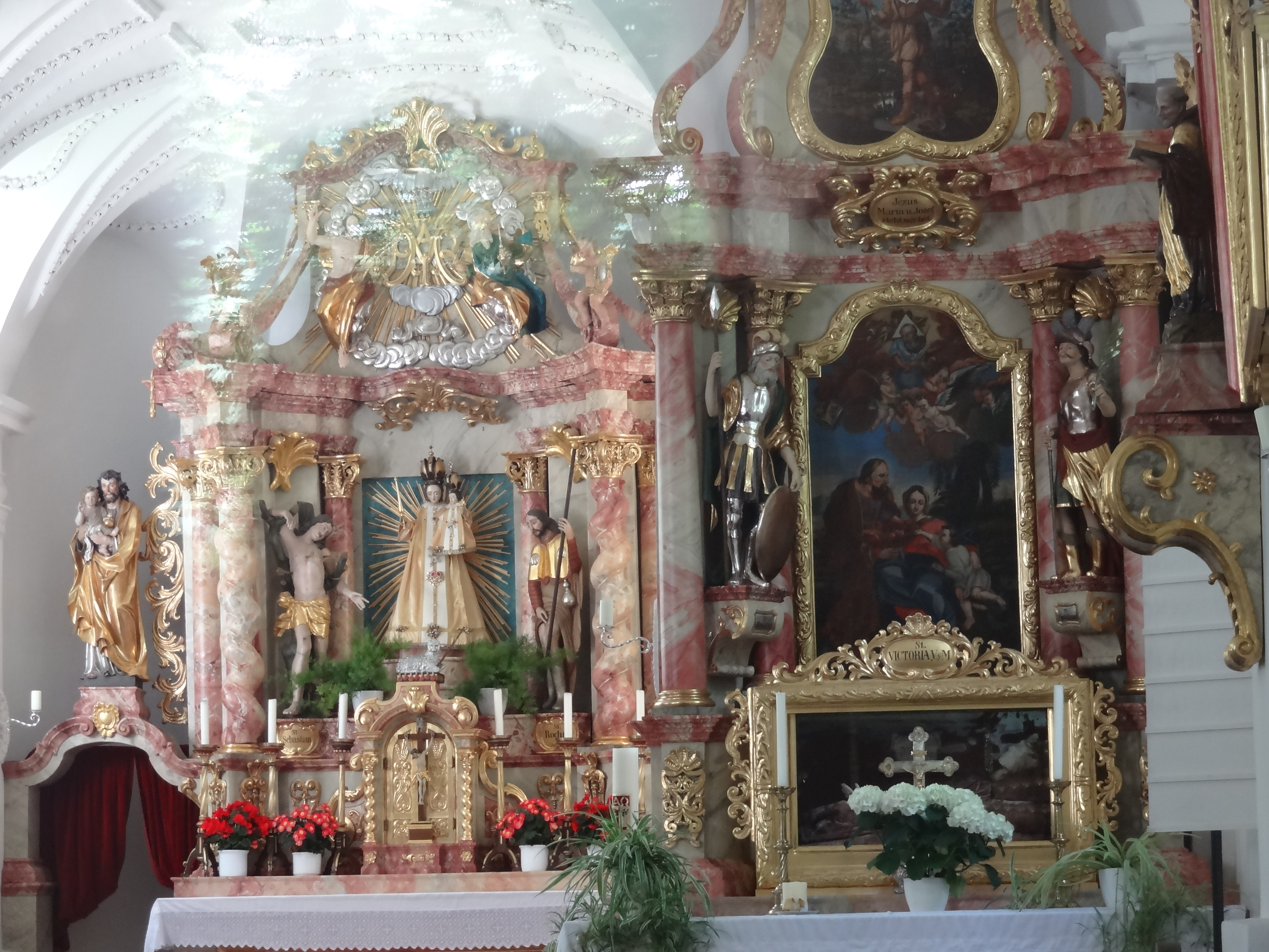
Blick durch ein Fenster in den Innenraum der Klausenkirche
Zu sehen sind der Hochaltar (links) und der nördliche Seitenaltar (rechts).

Die einheitliche Barockausstattung wurde größtenteils von einheimischen Handwerkern ausgeführt. Am bekanntesten dabei ist sicherlich der Bildhauer Ferdinand Anton Hiernle (1703–1743) aus Landshut. Von ihm sind die Figur des heiligen Sebastian am Hochaltar und das Chorbogenkruzifix erhalten.

### Hochaltar
Der Hochaltar besitzt einen sechssäuligen Aufbau, wobei das zweite Säulenpaar gewunden ist. Die Säulen tragen ein profiliertes, mehrfach verkröpftes Gebälk. Darüber erhebt sich der geschweifte, von Voluten flankierte Altarauszug. Der Altar ist mit seitlichem Rankwerk verziert. Anstelle eines Altarblatts befinden sich ein Gnadenbild, eine gotisierende Holzfigur der Mutter Gottes mit Kind. Diese wird flankiert von den lebensgroßen Seitenfiguren der Heiligen Sebastian (links) und Rochus (rechts). Sowohl das Gnadenbild als auch die Rochusfigur sind Nachschnitzungen des Landshuter Bildhauers Karl Reidel aus dem 20. Jahrhundert. Über den seitlichen Durchgängen zur Sakristei stehen die um 1910 geschaffenen Holzfiguren der Heiligen Josef und Antonius, beide mit dem Jesuskind. Im Auszug ist eine Holzgruppe der Heiligen Dreifaltigkeit vor einem vergoldeten Strahlenkranz zu sehen.

### Seitenaltäre
Die beiden gleich aufgebauten Seitenaltäre sind wie der Hochaltar rot-grau gefasst und besitzen einen geschweiften Auszug mit Volute, umfassen aber jeweils nur vier Rundsäulen. Der südliche (linke) Seitenaltar zeigt auf dem Hauptbild eine Darstellung der Eltern Mariens, Joachim und Anna, und im Oberbild den heiligen Isidor. Das Pendant auf der nördlichen (rechten) Seite umfasst ein Altarblatt der Heiligen Familie sowie im Oberbild ein Gemälde des heiligen Wendelin. Die Seitenfiguren der heiligen Bischöfe Wolfgang (links), Valentin (links) und Rasso (rechts) sowie des Märtyrers Quirinus (rechts) konnten in jüngster Zeit aufgrund von privaten Spenden wieder ergänzt werden.
Auf den Mensen der Seitenaltäre und an einer Langhauswand sind klassizistische Reliquienschrein mit Laubwerkschnitzrahmen aus der Zeit um 1800 aufgestellt. Diese enthalten die in Holz gefassten Knochenpartikel von vier Märtyrern, den Heiligen Benignus, Blasius, Victoria und Kolumba. Zwischen den beiden Schreinen an der Wand ist eine ebenfalls 2010 ergänzte Figur des heiligen Johannes vom Kreuz zu sehen.

### Kanzel
Sehenswert ist auch die Kanzel mit einem polygonalen Korpus, der sich nach oben hin verjüngt und an den Kanten mit volutenförmigen Pilastern besetzt ist. Dazwischen befinden sich Darstellungen der vier Evangelisten und des Christus Salvator. Außerdem ist der Korpus mit reichen Bandwerkschnitzereien verziert. An der Unterseite des polygonalen Schalldeckels befindet sich ein Relief der Heilig-Geist-Taube.

### Übrige Ausstattung
Auch die Stuhlwangen und die Verbindungstür zum Turm enthalten reiches, geschnitztes Band- und Gitterwerk. Unter der Empore zeigt eine Bildtafel mit acht kleinen Gemälden aus dem Jahr 1715 die Geschichte des Gnadenbildes. Die Schnitzrahmen der Bilder stammen aus dem Jahr 1798.

### Orgel
Die Orgel der Klausenkirche wurde um 1870 von August Ferdinand Bittner jun. aus Nürnberg erbaut. Das Schleifladeninstrument mit mechanischen Spiel- und Registertrakturen besitzt insgesamt sieben Register auf einem Manual und einem fest angekoppelten Pedal. Die Disposition lautet wie folgt:
| I Manual C–f3 |                 |    |
| 1.            | Principal       | 8′ |
| 2.            | Gamba           | 8′ |
| 3.            | Flauto traverso | 8′ |
| 4.            | Octav           | 4′ |
| 5.            | Flöte           | 4′ |
| 6.            | Superoctav      | 2′ |

| Pedal C–c1 |        |     |
| 7.         | Subbaß | 16' |